# Jude Wright
Jude Wright (nacido el 14 de noviembre de 1999) es un actor inglés.

## Primeros años
Jude Wright nació en el Chelsea & Westminster Hospital en Londres. Fue a la escuela preparatoria de Thomas's Battersea, luego se trasladó a Honeywell en Battersea y luego de Alleyn en Dulwich a los 11. Dos años después de embarcar en KESW en Surrey Jude ahora va a Princethorpe College en Warwickshire. Jude Wright ganó el premio a la mejor interpretación de una comedia de situación para la categoría de actores jóvenes, otorgado por theskykid.com.

## Carrera
Él es mejor conocido por su papel de Marcus en la serie de televisión Spy, desde 2012.
Interpretó a Sam en la miniserie de Canal 4 Un mundo sin fin en 2012. También actuó en el HSBC para el anuncio del partido de exhibición entre British and Irish Lions y Australia como grumete.
En 2013, Wright apareció en la película The Christmas Candle, como Charlie. Más recientemente, es co-protagonista en el film Paddington, interpretando a Tony, y aparecerá en la película de terror sobrenatural The Woman in Black: Angel of Death, que se estrenará en España el 27 de febrero de 2015.
También se ha confirmado que participará en la serie Da Vinci's Demons, que estrenará su tercera temporada en 2015, e interpretará el rol de Andrea.

## Filmografía
| Año  | Película                           | Personaje     | Notas                                                                                 |
| ---- | ---------------------------------- | ------------- | ------------------------------------------------------------------------------------- |
| 2015 | Da Vinci's Demons                  | Andrea        | Serie de TV (Tercera Temporada)                                                       |
| 2015 | The Woman in Black: Angel of Death | Tom           | Posproducción                                                                         |
| 2014 | Paddington                         | Tony          | Completado                                                                            |
| 2013 | The Christmas Candle               | Charlie       | Completado                                                                            |
| 2012 | Threesome                          | Niño          | Serie de TV - Back to School                                                          |
| 2012 | Spy                                | Marcus        | Ganador - 4th Annual Coming-of-Age Movie Awards Mejor actuación en una película de TV |
| 2012 | Un mundo sin fin                   | Sam (niño)    | Mini-serie de TV - 4 Episodios                                                        |
| 2011 | Little Crackers                    | Pequeño Harry | Serie de TV - Harry Hill's Little Cracker: Your Face                                  |
| 2011 | The Bleak Old Shop of Stuff        | Archie        | Serie de TV - Christmas Special                                                       |